# Sufentanil
Sufentanil je velmi silný syntetický prostředek k tlumení bolesti (analgetikum). Je to syntetický opioid anilidového typu disponující asi 5 až 7krát vyšší účinností než fentanyl. Používá se při celkové analgezii.
Při opakovaném použití je vysoce návykový. ATC kód je N01AH03.